# Alcioneo (galaxia)
Alcioneo es una radiogalaxia de tipo II según la clasificación de  Fanaroff-Riley de baja excitación ubicada a 3.500 millones de años luz (1.1  Gpc ) de distancia de la Tierra, correspondiente a la galaxia SDSS J081421.68+522410.0. Está ubicada en la constelación Lynx y fue descubierta con ayuda del radiotelescopio LOFAR por un equipo de astrónomos dirigido por Martijn Oei. Tiene la mayor extensión de cualquier radiogalaxia identificada, con estructuras lobuladas que abarcan 5 megaparsecs  de ancho, descrita por sus descubridores como la "estructura más grande conocida de origen galáctico". A modo de comparación, otra radiogalaxia gigante de tamaño similar es 3C 236 , con lóbulos de 15 millones de años luz de diámetro.
Aparte del tamaño de sus emisiones de radio, la galaxia central tiene una luminosidad de radio y una masa estelar ordinarias. Es una galaxia independiente con un diámetro isofotal  de unos 242.700 años luz (74,40  kpc ), con el cúmulo más cercano situado a 11 millones de años luz de distancia.
La galaxia lleva el nombre del gigante Alcioneo de la mitología griega.

## Descubrimiento
Alcioneo se informó por primera vez en un artículo publicado en febrero de 2022 por Martijn Oei y sus colegas después de obtener los datos aportados por el radiotelescopio (LOFAR). El objeto se observó por primera vez como una estructura de radio brillante de tres componentes visible en al menos cuatro resoluciones espaciales del LoTSS (resoluciones de 6, 20, 60 y 90 minutos de arco). Los dos componentes exteriores de la estructura de radio están separados por una distancia similar a la estructura de radio más pequeña y alargada, lo que indica su naturaleza como posibles lóbulos de radio. Otras confirmaciones que utilizan superposiciones radioópticas descartan la posibilidad de que los dos sean lóbulos de radio separados de diferentes galaxias y confirman que han sido producidos por la misma fuente.

## Características
Alcioneo ha sido descrita como una radiogalaxia gigante, una clase especial de objetos caracterizados por la presencia de lóbulos de radio generados por chorros relativistas alimentados por el agujero negro supermasivo de la galaxia central. Las radiogalaxias gigantes son diferentes de las radiogalaxias ordinarias en que pueden extenderse a escalas mucho mayores, alcanzando varios megaparsecs de ancho, mucho más grandes que los diámetros de sus galaxias anfitrionas. En el caso de Alcioneo, la galaxia anfitriona no alberga un cuásar y es relativamente quisciente, con imágenes espectrales de la publicación de datos número 12 de Sloan Digital Sky Survey (SDSS DR12) que sugieren una tasa de formación de estrellas de solo 0,016 masas solares por año. Esto la clasifica como una fuente de radio de baja excitación, con Alcioneo obteniendo la mayor parte de su energía debido al chorro relativista de la galaxia central en lugar de la radiación de su núcleo galáctico activo.
La galaxia anfitriona central de Alcioneo tiene una masa estelar de 240 mil millones de masas solares, con un agujero negro supermasivo central estimado en una masa de 390 ± 170 millones de masas solares; ambos característicamente típicos de las galaxias elípticas, pero valores sustancialmente más bajos que otras galaxias similares que albergan fuentes de radio gigantes.
Actualmente se desconoce cómo las emisiones de radio de Alcioneo crecieron tanto. Se han propuesto algunas teorías, incluido un entorno menos denso de lo habitual que lo rodea, el hecho de que existe dentro de un filamento de la red cósmica, un agujero negro supermasivo, una extensa población estelar y poderosos chorros relativistas.